# بيركلي إل. بانكر
بيركلي إل. بانكر (بالإنجليزية: Berkeley L. Bunker)‏ هو سياسي أمريكي، ولد في 12 أغسطس 1906 في الولايات المتحدة، وتوفي بنفس المكان في 21 يناير 1999. حزبياً، نشط في الحزب الديمقراطي. انتخب عضو المجلس النيابي لولاية نيفادا وانتخب عضو مجلس النواب الأمريكي وانتخب عضو مجلس الشيوخ الأمريكي.